# Paragonia
Paragonia is een geslacht van vlinders van de familie spanners (Geometridae), uit de onderfamilie Ennominae.

## Soorten
- P. arbocala Druce, 1891
- P. comiciata Guenée, 1858
- P. cruraria Herrich-Schäffer, 1854
- P. inornata Warren, 1907
- P. lanuginosa Schaus, 1913
- P. planimargo Warren, 1900
- P. procidaria Herrich-Schäffer, 1855
- P. pubicornis Warren, 1907